# Jennifer Oster
Jennifer Oster (* 2. März 1986 in Moers) ist eine ehemalige deutsche Fußballspielerin.

## Karriere

### Vereine
Die gelernte Physiotherapeutin begann beim VfL Tönisberg mit dem Fußballspielen und wechselte 1999 in die Jugendabteilung des FCR 2001 Duisburg. Nach vier Saisons rückte sie in die erste Mannschaft auf, für die sie von der Rückrunde der Saison 2002/03 bis Saisonende 2013/14 202 Bundesligaspiele bestritt und 47 Tore erzielte. Ihr Debüt am 16. März 2003 (13. Spieltag) beim 3:0-Sieg im Auswärtsspiel gegen den WSV Wendschott krönte sie gleich mit ihrem ersten Tor, dem Treffer zum 2:0 in der 68. Minute, danach bestritt sie vier weitere Punktspiele. In ihrer letzten Saison bestritt sie 20 Punktspiele für den seit dem 1. Januar 2014 bestehenden MSV Duisburg, für den sie in Tor erzielte; am Saisonende stieg der Verein in die 2. Bundesliga Nord ab – sie hingegen beendete ihre Spielerkarriere.

### Nationalmannschaft
Oster bestritt im Jahr 2006 sowohl für die U20-, als auch für die U21-Nationalmannschaft Länderspiele. Ihr Debüt als Nationalspielerin gab sie am 11. Mai 2006 bei der 2:3-Niederlage der U21-Auswahl im Testspiel gegen die US-amerikanische Auswahl mit Einwechslung für Jennifer Zietz zur zweiten Halbzeit.

## Erfolge
Nationalmannschaft
- Nordic-Cup-Sieger 2006 (U21)

FCR 2001 Duisburg
- UEFA Women’s Cup-Sieger 2009
- DFB-Pokal-Sieger 2009, 2010